# Liste der griechischen Töpfer und Vasenmaler/Y

## Nicht namentlich bekannte Künstler (Notnamen)
| Name                                                   | Wikidata                          | Profession                        | Herkunft                          | Stil                              | Zeit                              | Bemerkung                                                                                             | Beispiel                          |
| ------------------------------------------------------ | --------------------------------- | --------------------------------- | --------------------------------- | --------------------------------- | --------------------------------- | --- | --------------------------------- |
| Maler von Yale 165                                     | siehe unter Maler der Yale-Schale | siehe unter Maler der Yale-Schale | siehe unter Maler der Yale-Schale | siehe unter Maler der Yale-Schale | siehe unter Maler der Yale-Schale | siehe unter Maler der Yale-Schale                                                                     | siehe unter Maler der Yale-Schale |
| Maler der Yale-Lekythos (Painter of the Yale Lekythos) |                                   | Vasenmaler                        | Attika                            | RF                                | 2/4 5. Jh.                        | auch Maler der Yaler Lekythos und Maler der Yale-Lekythos                                             |                                   |
| Maler der Yale-Oinochoe (Painter of the Yale Oinochoe) |                                   | Vasenmaler                        | Attika                            | RF                                | 2/4 5. Jh.                        | auch Maler der Oinochoe von Yale                                                                      |                                   |
| Maler der Yale-Schale (Painter of the Yale Cup)        |                                   | Vasenmaler                        | Attika                            | RF                                | 490-470                           | auch Maler von Yale 165 (Painter of Yale 165), Maler der Schale in Yale und Maler der Schale von Yale |                                   |

## Künstler-Gruppen
| Name                   | Wikidata | Profession | Herkunft | Stil | Zeit       | Bemerkung                                                                 | Beispiel |
| ---------------------- | -------- | ---------- | -------- | ---- | ---------- | ------------------------------------------------------------------------- | -------- |
| Gruppe Y               |          | Vasenmaler | Attika   | RF   |            |                                                                           |          |
| Yellow Spray Group     |          | Vasenmaler | Attika   | RF   |            |                                                                           |          |
| York-Gruppe            |          | Vasenmaler | Apulien  | RF   | 2/4 4. Jh. |                                                                           |          |
| Yorker Rückwärtsgruppe |          | Vasenmaler | Attika   | RF   |            | englisch York Reverse Group                                               |          |
| YP-Klasse              |          | Töpfer     | Attika   | SF   |            |                                                                           |          |
| YZ-Gruppe              |          | Vasenmaler | Attika   | RF   | um 320     | auch Gruppe YZ, späteste individuell fassbare Gruppe attischer Vasenmaler |          |